# Ибрагимов, Али Файзулла Ходжаевич
Али Файзулла Ходжаевич Ибрагимов (псевд. Али Ардобус; 28 декабря 1899 (9 января 1900), Ташкент, Туркестанский край, Российская империя (по другим данным, 15 января 1900, Перовск) — 9 ноября 1959, Алматы, КазССР, СССР (по другим данным, Ташкент)) — танцор, балетмейстер. Заслуженный артист Узбекистана (1944) и Каракалпакстана (1954).

## Биография
С 1919 года — актёр, режиссёр, певец, музыкант драматического и музыкального театров Ташкента. В 1920-е годы получил хореографическое образование в балетной студии Ташкента. В 1933—1934 годах балетмейстер Казахского музыкального театра (ныне Казахский театр оперы и балета имени Абая). Внёс вклад в становление национального казахского балетного искусства. Автор нескольких пьес. В 1930 году организовал этнографический ансамбль песни и танца «Горные орлы». Первым использовал казахские народные танцы «Қаражорға», «Қоян-би», «Келіншек», «Соқыр теке», «Ақсүйек» и др. в музыкальных спектаклях «Айман — Шолпан», «Шуга» Е. Г. Брусиловского (1934). В уйгурском театре поставил национальные танцы (музыкальный спектакль «Анархан», 1934 Д. Асимов, А. Садыров). С 1943 года постановщик концертных номеров Ш. Жиенкуловой и балетной труппы Казахской филармонии.